# Дуарти, Паулу
Паулу Жорже Ребелу Дуарти (порт. Paulo Jorge Rebelo Duarte; род. 6 апреля 1969, Массарелуш, Порту) — португальский футболист и футбольный тренер. Играл на позиции защитника. Известен по выступлениям за «Униан Лейрия».

## Карьера игрока
Во взрослом футболе дебютировал в 1987 году за «Униан ди Коимбра». Там он провёл сезон недостаточно результативно. Это способствовало тому, что игрока отдали в клуб «Униан Лейрия», где он провёл два сезона.
Далее в его карьере были «Салгейруш» и «Маритиму», после чего он вернулся в «Лейрию» и некоторое время играл под руководством молодого Жозе Моуринью. Завершил профессиональную карьеру футболиста выступлениями за команду «Униан Лейрия» в 2004 году.

## Карьера тренера
После завершения карьеры футболиста, в 2004 году, Паулу стал ассистентом главного тренера футбольной команды «Униан Лейрия» Витора Понтеша, затем Жозе Мануэла Гомеша, Жорже Жезуша и Домингуша Пасиенсии, а весной 2007 года сам возглавил команду. В 2006 и 2007 годах он помог клубу занять седьмое место в итоговой таблице чемпионата.
20 марта 2008 возглавил сборную Буркина-Фасо, которую выводил на Кубок африканских наций 2010 в Анголе и Кубок африканских наций 2012 в Габоне и Экваториальной Гвинее, однако в обоих случаях сборная останавливалась на групповом этапе. Параллельно с июля по декабрь 2009 года был главным тренером французского «Ле-Мана».
28 апреля 2012 возглавил тренерский штаб сборной Габона, но не смог вывести сборную на КАН-2013, проиграв в квалификации сборной Того.
В апреле 2015 года возглавил тунисский «Сфаксьен», однако в конце того же года вернулся в сборную Буркина-Фасо, которую вывел на Кубок африканских наций 2017 в Габоне, в третий раз в своей карьере.
24 июля 2019 года, когда сборная не вышла в финальную стадию Кубка африканских наций 2019 года, Буркинийская федерация футбола решила расторгнуть контракт с Дуарти. В сентябре 2020 года он был назначен новым главным тренером ангольской команды «Примейру ди Агошту».
В мае 2021 года Дуарти стал главным тренером сборной Того после ухода Клода Ле Руа. В результате его обязательств перед «Примейру ди Агошту» сделка вступила в силу только в августе, а Йонас Комла был исполняющим обязанности до его прибытия.